# Juan Antonio Graíño Amarelle
Juan Antonio Graíño Amarelle (Ponteceso, província de la Corunya, 14 de juliol de 1921 - Madrid, 22 de desembre de 1978) fou un polític i empresari gallec, senador i conseller de la Xunta de Galícia

## Biografia
Va cursar els seus estudis de batxillerat al col·legi Apostol Santiago de Vigo. Llicenciat en Dret per la Universitat de Santiago de Compostel·la en 1945. Ha estat empresari agrícola i president de la Cambra Sindical Agrària de La Corunya des de 1971, vicepresident de l'Associació de Ramaders de La Corunya i president d'Agrupor (Associación de Propietarios de Montes). Militant del Partit Gallec Independent, a les eleccions generals espanyoles de 1977 fou escollit senador per la província de la Corunya per la UCD. El 1978 fou nomenat conseller d'agricultura de la Xunta de Galícia provisional, però va morir poc després.